# Lepidocolaptes falcinellus
Lepidocolaptes falcinellus là một loài chim trong họ Furnariidae.